# Campeonato Paulista de Futebol de 1993 - Divisão Intermediária
O Campeonato Paulista de Futebol de 1993 - Divisão Intermediária foi a 47.ª edição da competição de futebol de São Paulo promovida pela Federação Paulista de Futebol e equivaleu ao segundo nível do futebol do estado.
O campeão foi o Paraguaçuense, porém, neste ano houve uma reestruturação na fórmula de disputa nas divisões organizadas pela Federação Paulista de Futebol e a equipe acabou por não subir de divisão, recebendo apenas o caneco pela conquista.

## Participantes
| Equipes             | Equipes                |
| ------------------- | ---------------------- |
| Bandeirante         | Birigui                |
| Barretos            | Barretos               |
| Capivariano         | Capivari               |
| Central Brasileira  | Cotia                  |
| Comercial           | Ribeirão Preto         |
| Fernandópolis       | Fernandópolis          |
| Francana            | Franca                 |
| Independente        | Limeira                |
| Jaboticabal         | Jaboticabal            |
| Jalesense           | Jales                  |
| Lemense             | Leme                   |
| Matonense           | Matão                  |
| Mirassol            | Mirassol               |
| Nacional            | São Paulo              |
| Palmeiras-SJ        | São João da Boa Vista  |
| Paraguaçuense       | Paraguaçu Paulista     |
| Paulista            | Jundiaí                |
| Portuguesa Santista | Santos                 |
| Radium              | Mococa                 |
| Rio Preto           | São José do Rio Preto  |
| São Bento           | Sorocaba               |
| Sertãozinho         | Sertãozinho            |
| Tanabi              | Tanabi                 |
| Taubaté             | Taubaté                |
| União               | Mogi das Cruzes        |
| União Barbarense    | Santa Bárbara do Oeste |
| Velo Clube          | Rio Claro              |
| Votuporanguense     | Votuporanga            |

## Premiação
| Campeonato Paulista de 1993 - Divisão Intermediária |
| --------------------------------------------------- |
| Paraguaçuense Campeão (1º título)                   |